# Kyberaktivismus
Kyberaktivismus (znám také jako online aktivismus nebo internetový aktivismus) znamená využívání internetových prostředků a relativní anonymity internetu k politickému a dalšímu aktivismu, agitaci, organizaci a vytváření hnutí .
Kyberaktivismus je více než hackování a kampaně aktivistů. Je to nový fenomén, jenž je postavený na aktivismu, ale mění způsoby, kterými se vyvíjí tlak na korporace. Aktivistické skupiny změnily svoje organizační struktury a donutily společnosti, aby vyvinuly způsoby, jak těmto novým uskupením odolávat. Je zde důležitá role jednotlivců, kteří rozvíjejí spontánní vztahy mezi uživateli internetu. Již nejde o dlouhodobou spolupráci, jejímž výsledkem je nějaká asociace, nýbrž o okamžitou spontánní síť vztahů.

## Historie kyberaktivismu

### Historie před webem 2.0
Před vznikem tzv. webu 2.0, tj. internetu jako média zajišťující vyšší stupeň interakce, sloužil internet především k přenosu informací a dat, nežli k vyjadřování názorů nebo organizování veřejných akcí. Komunikačním prostředkem na internetu byla zejména e-mailová korespondence, prakticky neexistovaly sociální sítě, které se rozvinuly až později a jsou příčinou rozšíření internetového aktivismu. I přesto ale můžeme pozorovat koncem 90. let 20. století první projevy kyberaktivismu. Ty jsou spojovány především s diktátorskými či autoritářskými režimy, přesto se objevují všude po světě. Níže můžete nalézt několik příkladů reflektujících kyberaktivismus v praxi.

#### Projevy kyberaktivismu v tomto období
- Lotus

Za vůbec první větší kyberaktivistickou akci je považována hromadná e-mailová korespondence nespokojených zákazníků společnosti Lotus. Zákazníci reagovali na nový produkt společnosti, který firma představila v roce 1990 – databázi obsahující jména, adresy a kupní preference asi 120 milionů Američanů. Pro zhruba 30 tisíc uživatelů uvedených v databázi představoval výrobek ohrožení osobní bezpečnosti. Výsledkem bylo velké množství e-mailových zpráv adresovaných společnosti, což vedlo Lotus ke zrušení databáze v roce 1991.
- MoveOn.org

Poprvé se kyberaktivismus, zabývající se vysokou politikou, projevil v roce 1998. Joan Blades a Wes Boyd vytvořili uskupení MoveOn.org a umístili na internet petici, týkající se kauzy Billa Clintona a Monicy Lewinské. V petici vyzývali Kongres, aby upustil od projednávání impeachmentu amerického prezidenta, a věnuje se raději problémům, kterým čelí národ. Petici během jednoho týdne podepsalo asi 100 tisíc lidí. Koncem roku 2016 je MoveOn.org tzv. „elektronickou advokátní kanceláří“, která má více než 3,2 miliony členů a aktivně podporuje např. všechny demokratické kandidáty v amerických prezidentských volbách.
- Bongo Doit Partir

o  V roce 1998 byla vytvořena webová stránka s francouzským názvem Bongo Doit Partir (v češtině Bongo musí odejít), namířena proti druhému gabonskému prezidentovi Omaru Bongovi. Stránku vytvořil Daniel Mengara, Gabonec působící v Americe. Vyzývá v ní k odporu a boji proti Bongovu režimu, který byl značně autoritářský. To potvrzuje i s tím související událost v roce 2003, kdy Amnesty International uvedla, že bylo v Gabonu zadrženo 5 členů, kteří se ke stránce Bongo Doit Partir aktivně hlásili.
- Battle of Seattle

Roku 1999 se uskutečnila stávka čítající mezi 50 000–100 000 protestujících proti WTO (Světová obchodní organizace), jejíž ministerské zasedání se ten rok po dobu pěti dnů odehrávalo v americkém Seattlu. Tohoto protestu se zúčastnily ekologické skupiny bojující za lidská práva, studenti, teologové bojující za spravedlivější podmínky při obchodování. Po odtržení menší skupiny protestujících, která začala rabovat a páchat násilí, výrazně zasáhla policie Seattlu (slzný plyn, pepřový sprej a střílení slepými náboji) a dokonce i národní garda. Byl vyhlášen výjimečný stav a zákaz vycházení. Tato událost byla sledována mnoha médii, které kritizovaly razantní zásah policie a zobrazovali protestující jako násilné a šílené skupiny, bez důvodu k protestu.
Kyberaktivisté se snažili zmást účastníky konference vytvořením téměř stejnojmenné webové stránky přímo pro konferenci v Seattlu (oficiální URL WTO byl www.wtoseattle.org, falešný  www.seattlewto.org). Během protestu v ulicích zaútočili The Electrohippies Collective na webovou stránku WTO a na nějakou dobu ji znepřístupnili.

##### Kyberaktivismus a politika
Wikileaks je jeden z nejznámějších případů kyberaktivismu v politice, po zveřejnění přísně tajných dokumentů Pentagonu o válce v Afghánistánu, o válce v Iráku, zveřejněním emailů předsedy kampaně Hillary Clinton, Johna Podesty, (které sahají až do doby, kdy byl Podesta spolupředsedou kampaně Baracka Obamy a uvádějí jména všech, co se na kampani podíleli).
Hacknutí emailu Hillary Cliton, kandidátky na post prezidenta Spojených států amerických ve volbách v roce 2016, a jejich uveřejněním na WikiLeaks v roce 2015, bylo dalším výrazným krokem. Kyberaktivisté tak zvýhodnili další kandidáty a Hillary Clinton se ocitla ve vyšetřování FBI.
Další celosvětové uskupení, které se věnuje kyberaktivismu, je skupina Anonymous. Aktivističtí hackeři mimo jiné znepřístupnili web FBI, CIA, amerického ministerstva spravedlnosti a zveřejnili mailové korespondence syrské vlády. Kromě nabourávání státních webů se skupina vyjádřila například i k boji proti Islámskému státu a dětské pornografii (jejíž stránky opakovaně nabourala a uveřejnila seznam jmen uživatelů těchto stránek).

### Kyberaktivismus a web 2.0
Když se řekne web 2.0 je souhrn internetových nástrojů, sociálních médií. Jedním z nich je twitter, který se stal mocným nástrojem internetových aktivistů. Hlavním rozdílem mezi raným kyberaktivismem a kyberaktivismem využívající web 2.0 je míra aktivity, kdy sociální média umožňují diskuzi a vysokou aktivitu uživatelů a dále mohou přerůst až k fyzické protesty.
Vzestup nových médií pomohl interakci a komunikaci aktivistů. V kontextu revolucí můžeme uvést několik příkladů:
Ukrajinská oranžová revoluce – V listopadu 2004 stovky tisíc Ukrajinců protestovalo proti podvodu v prezidentských volbách. Proti sobě stáli populární a prodemokratický Viktor Juščenko a Viktor Janukovyč. Druhé kolo bylo zfalšováno, po protestech opakováno a toto opakování vyústilo v Juščenkovo vítězství. Název této revoluce je odvoz od barvy juščenkovy strany „Naše Ukrajina”.
Tato revoluce je důležitá především proto, že se považuje za první, která byla organizována online. Byly využívány SMS zprávy, vznikla nezávislá online média, používala se internetová komunikace a sociální média. Joshua Goldstein na toto téma publikoval rešerši.
Íránská zelená revoluce
Wikileaks
Komerční využití internetových technologií a růst nástrojů webu 2.0 vytvořil novou kulturu online protestů. Příkladem použití twitteru může být Mexiko a jeho Necessary Internet movement (nezbytné internetové hnutí). Použila diskuze na twitteru, fyzické protesty. To přivábilo pozornost tradičních medií díky čemuž se stalo virálním.
Vývoj kyberaktivismu a využití webu 2.0 reflektuje situace v Mexiku:
1.      Mexiko a internet necesario
Mexiko upravuje svoje daně každý rok. V roce 2009 chtěl kongres uvalit daň na použití internetu. Alejandro Pisanty v reakci na vývoj situace publikoval tweet ‚promote, not tax‘ a použil hashtag #InternetNecesario (nutný internet). Imitoval tak stejnojmenné venezuelské hnutí. Piantyho zpráva měla za následek zformování početného hnutí. O pár dní později byla daň z internetu oficiálně odmítnuta. Zdaněny byly jen telefonické hovory a satelitní a kabelová televize. Hashtag zůstává aktivní na stránce protestu (www.internetnecesario.org).
2.      Odpověď médií
Média o těchto událostech brzy informovala. Psalo se o twitteru, byla i odvysílána reportáž.
3.      Virální organizace
Pisantyho zpráva měla velikou odezvu. 21. října, 7 hodin po protestu na ni zareagovalo 51 000 uživatelů. Stala se tak světově pátou nejrozšířenější zprávou, což přimělo tradiční média k tomu, aby se o ní více psalo.
4.      Fyzický protest
22. října mluvilo 12 organizátoru online protestu s mexickými senátory. Bylo to poprvé, kdy mexická vláda přijala nestranné protestující, kteří se zorganizovali za pomoci internetu.
5.      I’m 132
Studentský projekt, který si dal za úkol informovat mexické občany o politické situaci za pomoci Facebooku, Twitteru a YouTube.

## Druhy kyberaktivismu

### Propagace a šíření informací
Jedná se o využívání internetových nástrojů, především sociálních sítí či portálů, jako je YouTube, k upozornění na téma, kterým se aktivisté zabývají, případně k propagaci své kampaně či organizace. Valná většina aktivistických uskupení, ať již lokálních či globálních, využívá zcela běžně sociální sítě, provozuje webové stránky či kanál na YouTube.
Za formu kyberaktivismu můžeme považovat i občanský žurnalismus, kdy účastníci událostí tvoří vlastní zpravodajství (příkladem může být projekt Indymedia).
Tato nová média hrála například výraznou roli coby spouštěč událostí během tzv. Arabského jara , v rámci hnutí Occupy Wall Street a dalších. Již při protestech proti zasedání Světové obchodní organizace v Seattlu roku 1999 sehrála internetová komunikace významnou roli při informování o situaci v ulicích, právě skrze tehdy poměrně nový projekt Indymedia. Zásadní roli zde hraje rychlost šíření informací, široký okruh recipientů a menší možnosti cenzury. Aktivisté z různých zemí se velice rychle učí účinné strategie komunikace a propagace od sebe navzájem, takže internet získává v aktivistických hnutích stále větší význam.

### Komunikace a organizace
Aktivistické skupiny užívají internet ke zjednodušení své komunikace a k organizaci akcí. Mnohdy skrze sociální sítě, e-maily (někdy jsou vytvářeny mailinglisty pro informování sympatizantů o stávajících akcích atp.), internetová fóra či konspirativnější prostředky v případě, že se aktivisté obávají např. perzekuce. Existují i specializované skupiny zabývající se vytvářením bezpečných komunikačních kanálů, jako je například Riseup.net, nabízející bezplatné vytvoření e-mailové schránky, komunikačního fóra či mailinglistu.

### Mobilizace
Internet a především sociální sítě jsou používány takřka všemi aktivistickými skupinami pro mobilizaci veřejnosti k veřejným akcím a kampaním. Může se jednat o dlouhodobou mobilizační kampaň (např. envirnomentální kampaně) či o snahu sezvat maximum lidí na konkrétní jednorázovou akci (typicky prostřednictvím samostatné stránky na sociální síti).

### Aktivismus přes internet
Kromě záležitostí, jako je komunikace a propagace, slouží aktivistům internet i k reálným aktivitám – typicky k organizování petic a k lobbingu. Především internetové petice mají značný úspěch a ty lépe propagované se vyznačují velkým množstvím petentů (např. petice proti TTIP disponující více než třemi miliony podpisy). Existují dokonce i specializované weby, které umožňují vytvoření vlastní petice, kterou je možno následně vytisknout a převést tak do standardní formy.

### Hacktivismus
Hacktivismus tvoří specifickou formu kyberaktivismu, která by se dala označit za internetovou přímou akci. Majíce kořeny v hackingu, zabývá se nabouráváním různých cílů skrze internet, blokováním serverů pomocí DDoS útoků, virtuálními sabotážemi, krádežemi informací atp.
Nejvýraznější celosvětově působící skupinou jsou Anonymous, stojící za celou řadou úspěšných kybernetických útoků. Její terče tvořily například servery státních institucí či profily sympatizantů rasistických nebo teroristických skupin na sociálních sítích.

### Leaking
Anglické slovo „leak“ nemá v češtině jasný ekvivalent – nejlépe by se dalo přeložit jako „únik“, či „to, co prosáklo“. V kontextu kyberaktivismu se používá pro případy, kdy aktivisté zveřejní důvěrné informace s cílem rozšířit povědomí o nějaké problematice, případně dehonestovat protivníka. Nejznámějším případem je WikiLeaks, tedy nezisková mediální společnost zveřejňující tajné vládní a korporátní dokumenty, označovaná Pentagonem za hrozbu pro národní bezpečnost USA.
Za významné leaky lze považovat např. zveřejnění dokumentů o zabíjení a mučení iráckých civilistů během války v Iráku americkými vojáky nebo publikování seznamu členů krajně pravicové Britské národní strany.
Některé skupiny zneužívají internetové prostředí k získávání a publikování kompromitujících či osobních údajů o svých protivnících, v českém prostředí např. neonacistický web white-media.info.

### Slacktivismus
Slacktivismus je druh aktivismu, kdy lidé používají nástroje webu 2.0, sociální média pro vyvinutí aktivity, která reálně nemusí mít žádný dopad, přesto dává aktivistovi pocit, že pro svůj cíl něco udělal

### Další druhy
Kyberaktivisté se často zaměřují i na prostředí samotného internetu, především na ochranu jeho anonymity a kultivaci obsahu. Může se jednat o projekty, jako je např. Tor nebo kolektivy poskytující služby k bezpečné práci na internetu, případně k bezpečnému kyberaktivismu.
V rámci údržby internetového prostoru a obhajoby jeho autonomie se některé skupiny, především hacktivisté Anonymous, zaměřili na boj proti dětské pornografii a jejím šiřitelům.

## Známé osobnosti kyberaktivismu
Julian Assange – zakladatel serveru WikiLeaks, podílel se na mnoha protivládních aktivitách. Např. odtajnil dokumenty americké vlády o válce v Iráku, dokumenty Pentagonu o válce v Afghánistánu (mimo jiné zveřejnil jména Afghánců spolupracujících s Pentagonem, za to byl značně kritizován). V roce 1995 se málem dostal do vězení kvůli 25 hackerským útokům, později byl obviněný ze znásilnění dvou švédských žen a od uveřejnění tajných diplomatických dokumentů byl trestně stíhán Spojenými státy.  V roce 2016 se ukrýval na Ekvádorské ambasádě před evropským zatykačem.
Jacob Appelbaum – Jeden ze zakladatelů projektu Tor, který pomocí speciálního algoritmu šifruje IP adresy. Skrze několik počítačů se tedy uživatel může dívat na stránky, aniž by byla zjištěna jeho identita. Appleubaum skupinu, která Tor před dvaceti lety vyvinula (The United States Naval Research Laboratory), opustil, po obvinění ze sexuálního pochybení. Applebaum se taktéž účastnil projektu WikiLeaks , je spoluzakladatelem Noisebridge a vynalezl program Blockfinger (umožňuje najít a potenciáně se dostat do každého počítače).
Daniel Domscheit-Berg – známý pod falešným jménem Daniel Schmitt. Byl mluvčím WikiLeaks a druhou nejznámější osobou po Julianovi Assange. Po odchodu z WikiLeaks se věnoval tvorbě nového serveru na podobné platformě.
Aaron Swartz – významně se podílel na vývoji nástroje RSS a licence Creative Commons.
Jeremy Hammond – hacktivista; za své aktivity odsouzen v USA k deseti letům vězení.
Barrett Brown – americký novinář označovaný za „mluvčího Anonymous“; stíhán za podíl na tzv. Stratforském e-mailovém leaku.